# (432) Pitia
(432) Pitia, en español Pitia, es un asteroide perteneciente al cinturón de asteroides descubierto el 18 de diciembre de 1897 por Auguste Honoré Charlois desde el observatorio de Niza, Francia.
Fue nombrado por la Pitia, la adivinadora del oráculo de Apolo en Delfos.

## Características orbitales
Pitia orbita a una distancia media del Sol de 2,369 ua, pudiendo alejarse hasta 2,716 ua. Tiene una excentricidad de 0,1465 y una inclinación orbital de 12,13°. Emplea 1332 días en completar una órbita alrededor del Sol.